# Locomotiva DR V 100
La locomotiva V 100 della Deutsche Reichsbahn era una locomotiva diesel di piccole dimensioni, progettata per il traino di treni leggeri o per la manovra pesante.
Riclassificate nel 1970 nella serie 110, dopo l'incorporazione delle DR nelle nuove Deutsche Bahn (DB), divennero la serie 201.